# Patriarcado de Cilicia de los armenios

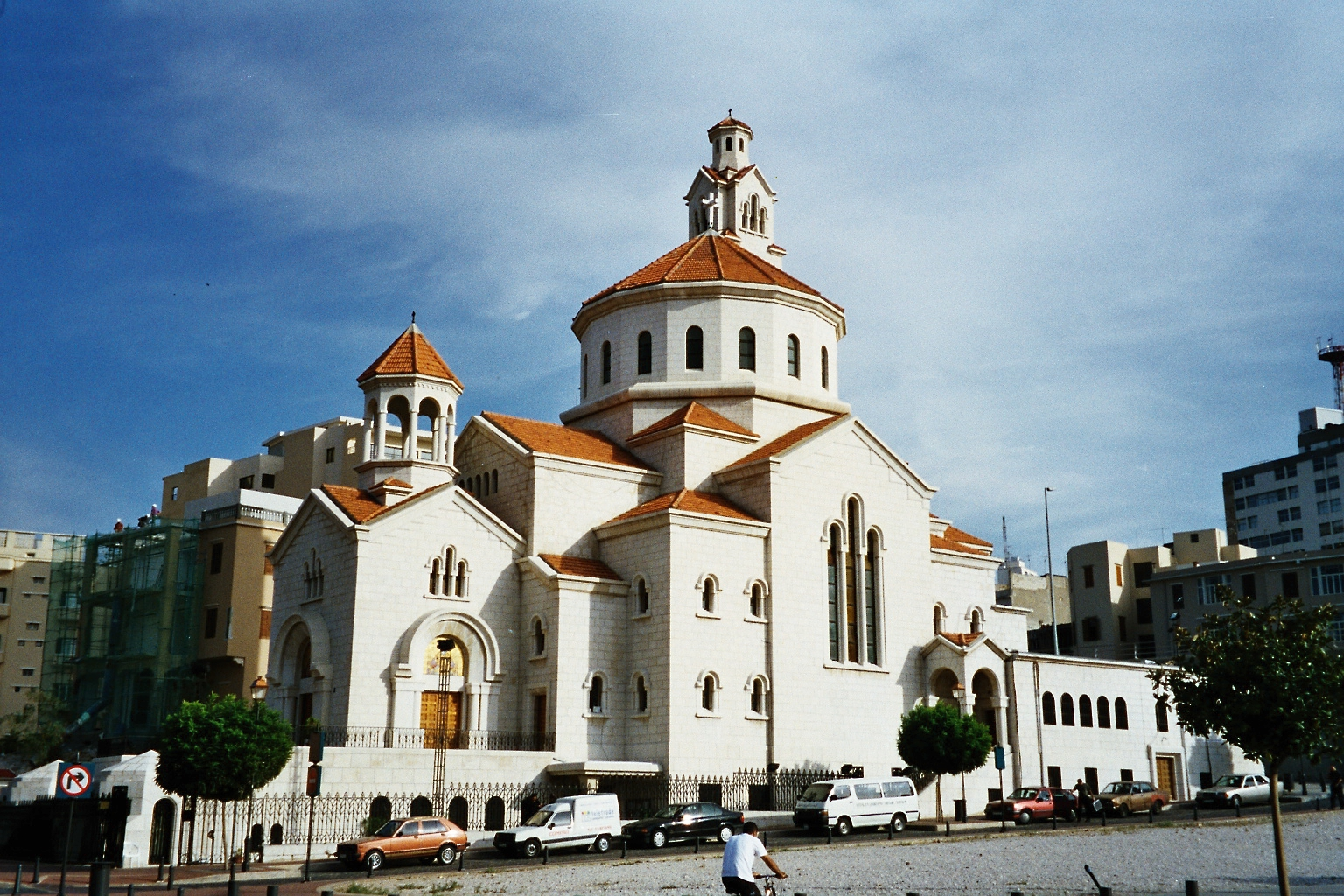
Catedral patriarcal de San Elías y San Gregorio el Iluminador

El patriarcado de Cilicia de los armenios católicos (en latín: Patriarchatus Ciliciae Armenorum) o simplemente patriarcado católico armenio (en armenio: Հայ Կաթողիկէ Պատրիարքութիւնը, romanizado: Hay Kat’voghike Patriark’ut’iwny), es la  sede patriarcal de la Iglesia católica armenia, una Iglesia sui iuris integrante de la Iglesia católica que sigue la tradición litúrgica armenia, usando como lengua litúrgica el armenio clásico. Desde el 24 de octubre de 2021 el patriarca-catolicós de Cilicia de los armenios es Rafael Pedro XXI Minassian, quien ocupa el sexto lugar de precedencia entre todos los obispos de las Iglesias católicas orientales. La eparquía propia del patriarca es la archieparquía de Beirut de los armenios.

## Territorio
El territorio propio del patriarcado de Cilicia de los armenios en Oriente Próximo comprende Siria, Líbano, Jordania, Israel, Territorios Palestinos, Irak, Egipto, Sudán, Irán y Turquía, pero existen además parroquias y comunidades dispersas en diversos países bajo la jurisdicción de obispos latinos. El patriarca-catolicós de Cilicia de los armenios es miembro del Consejo de Patriarcas Católicos de Oriente.

## Patriarcas

### Patriarcas orientales católicos
En una Iglesia católica oriental un patriarca es un obispo que preside una Iglesia patriarcal autónoma sui iuris como padre y cabeza. El Concilio de Nicea I en 325 reconoció a algunas sedes del Oriente preeminencia metropolitana sobre los obispados cercanos. A las Iglesias de Alejandría y de Antioquía el concilio les reconoció preeminencia sobre todos los metropolitanos de Egipto, Libia y Pentápolis (para Alejandría) y de la diócesis de Oriente (para Antioquía). Estableció además una precedencia de honor entre ambas sedes, teniendo el primer lugar en el Oriente la sede de Alejandría hasta que en 381 el Concilio de Constantinopla I creó el patriarcado de Constantinopla. En los siglos siguientes estos obispos fueron reconocidos con el nombre de patriarcas. Los patriarcados orientales se separaron de la comunión con la Sede de Roma o quedaron impedidos de comunicación con ella conformando Iglesias autocéfalas, en las cuales diversos procesos históricos derivaron en la conformación de las Iglesias orientales católicas. 
De acuerdo Código de los cánones de las Iglesias orientales un patriarca es un obispo que goza de poder sobre todos los obispos, incluyendo metropolitanos y otros fieles de la Iglesia que él preside, de acuerdo a las normas y leyes aprobadas por la suprema autoridad de la Iglesia (el papa). La erección, restauración, modificación y supresión de Iglesias patriarcales está reservada al papa, quien se reserva el derecho de reconocer o conceder el título de patriarca y de dar el asentimiento al traslado de la sede patriarcal. Los patriarcas presiden el rito de su Iglesia particular en cualquier parte del mundo, pero su autoridad sobre el clero está limita al territorio propio de su Iglesia patriarcal.
Los patriarcas son canónicamente elegidos por el sínodo de obispos de una Iglesia patriarcal y deben requerir la comunión eclesial del papa, sin la cual no pueden convocar al sínodo ni ordenar obispos.

### Catolicosado de Armenia
Según la tradición, dos apóstoles de Jesús, Judas Tadeo y Bartolomé, fueron los primeros evangelizadores de Armenia. El rey Tiridates III de Armenia hizo del cristianismo la religión del Estado armenio entre 301 y 314. Tiridates III designó a Gregorio I el Iluminador como primer catolicós de Armenia, quien fundó la Iglesia armenia e instaló su sede en Etchmiadzin en 303. A partir de 325 la Iglesia armenia fue sufragánea del metropolitanato de Cesarea, dependiente de Antioquía.
Tras el Concilio de Calcedonia en 451, la Iglesia armenia junto con el patriarcado de Alejandría y la Iglesia jacobita, consideraron que se rompía con lo acordado en el Concilio de Éfeso (425) y se producía una recaída en el nestorianismo. Por tanto, en el I concilio de Dvin (sede del catolicosado armenio desde 485) en 506 los armenios, georgianos (o íberos, con un catolicós desde 467) y albaneses del Cáucaso rechazaron los cánones del Concilio de Calcedonia. En el II concilio de Dvin en 554 rompieron formalmente la comunión con los patriarcas del Oriente, siendo los escindidos considerados monofisitas. En el III concilio de Dvin (609-610) los georgianos aprobaron la cristología calcedoniana y rompieron con la Iglesia armenia, mientras que los albaneses continuaron bajo jurisdicción armenia y en comunión con los georgianos. 
El catolicosado pasó a Dzoravank en el siglo X, a la isla Akdamar en el lago Van en 927, a Arghina en 947, a Ani en 992, a Sivas en 1058, a Tavbloor en 1062, a Zamantı en 1066, a Dzovk en el lago de Hazar en 1116, a Halfeti en 1149 y a Sis en Cilicia en 1293. El catolicós Gregorio III Pahlavouni asistió al concilio latino de Antioquía en 1139, en el cual hizo una profesión de fe ante el legado papal Alberico, recibiendo luego del papa Inocencio III el palio.

### Catolicosado de Cilicia
Durante la Tercera cruzada los armenios de Cilicia prestaron colaboración a los cruzados y el caudillo armenio León (o Levon) pidió al emperador Enrique VI y al papa Celestino III el título de rey de Armenia. El papa envió a Tarso como legado al cardenal y arzobispo de Maguncia, Conrado de Wittelsbach, portando una corona que le sería entregada a León si el catolicado armenio acordaba la unión con la Iglesia de Roma. A fines de 1198 los requerimientos fueron aceptados y se firmó un acta de unión entre el legado papal y 12 obispos.
La unión no fue aceptada por el clero y el pueblo armenio y fue rechazada especialmente por los antipatriarcas cismáticos de la Armenia histórica. Algunas reformas latinas fueron adoptadas por los catolicós siguientes hasta que en 1361 el catolicós Mesrop Artazetsi I convocó al 8° concilio de Sis y ordenó retirar de los ritos de la Iglesia armenia todas las innovaciones que habían sido el resultado de las políticas prolatinas de los reyes de Cilicia. El reino fue conquistado por los mamelucos en 1375. 
Invitado al Concilio de Florencia, el catolicós Constantino V Vahkatsi envió una delegación con plenos poderes encabezada por el arzobispo Hovakim de Beroea, que aceptó las doctrinas y disciplinas latinas —igual que lo habían hecho los griegos— el 22 de noviembre de 1439, lo que fue promulgado por el papa Eugenio IV mediante la bula Exultate Deo. Cuando Hovakim regresó a Cilicia el catolicós ya había muerto envenenado y la unión no se hizo efectiva. La oposición a la unión se produjo entre los monjes de Armenia oriental y en 1441 un sínodo de 17 obispos opuestos al catolicós Gregorio IX creó el catolicosado de Etchmiadzin y recibió la adhesión de otros 12. La Iglesia armenia tenía entonces 5 jurisdicciones eclesiásticas distintas y con frecuencia conflictivas: 3 catolicosados: en Sis (desde 1447), Akdamar (desde 1113) y en Etchmiadzin (desde 1441); y 2 patriarcados en Constantinopla (desde 1461) y Jerusalén (desde 1311). 
Los catolicós de Sis mantuvieron sus relaciones con el papa y las relaciones entre la Iglesia de Etchmiadzin y la de Roma se reanudaron en tiempos del catolicós Esteban V, quien envió un acto de sumisión al papa Paulo III, y su sucesor Miguel I envió delegados al papa Pío IV que prometieron enmendar sus dogmas y disciplinas para ponerlos de acuerdo a los latinos. Sin embargo, la unión no se mantuvo aunque comunidades armenio-católicas dependientes de obispos latinos existían en diversos lugares.

### Patriarcado de Cilicia de los armenios
Un primer intento de elegir un patriarca para los armenios católicos se realizó en 1714, cuando en Constantinopla una asamblea de prelados y notables armenios católicos designó al obispo de Mardin, Melkon Tazbazian (obispo abiertamente católico desde 1708). Esto fue denunciado a las autoridades turcas por los armenios ortodoxos: la asamblea se disolvió y muchos fueron arrestados, incluido el propio Tazbazian y quien era desde 1710 obispo abiertamente católico de la prelacía de Beroea (o arquidiócesis de Alepo), Abraham Ardzivian. En 1719 el arzobispo Ardzivian pudo retornar a Alepo protegido por el gobernador de la ciudad. Ardzivian contaba con la simpatía del catolicós de Cilicia, Hovhannes V de Hadjin, quien alentado por misioneros latinos había enviado una profesión de fe católica a Roma en 1718. Ardzivian fue acusado de introducir el rito latino en la misa y de separar a los armenios de la autoridad del sultán, por lo que el 2 de septiembre de 1720 el patriarca armenio de Constantinopla lo envió al exilio en la isla Arwad, cercana a Tartús. En marzo de 1721 los jeques de la familia Khazin donaron en Kreim en el distrito de Keserwan en el Líbano las tierras en donde luego fue construido el monasterio del Santísimo Salvador por 4 hermanos de la familia Hovsepian de Alepo, uno de los cuales (Hagop Hovsepian) fue ordenado sacerdote por Ardzivian en Alepo en junio de 1720. Estos hermanos convivían con monjes de la orden de los Antonianos Maronitas en Kadisho y adoptaron sus reglas.
Luego de la muerte del catolicós procatólico Hovannes V de Hadjin en 1721 los armenios de Alepo eligieron como sucesor a Ardzivian en 1722, quien en febrero de ese año fue liberado por medio de sus influencias maronitas y se refugió en las montañas libanesas en el monasterio de Kreim. El patriarca armenio de Constantinopla, Hovhannes IX Kolot, contando con el soporte del sultán Ahmed III, declaró inválida la elección y Gregorio II de Cesarea fue nombrado nuevo catolicós, aunque la comunidad armenia de Alepo se dividió y los sacerdotes procatólicos continuaron en la ciudad.
En 1731 el sultán otomano decidió que el catolicosado de Cilicia fuera siempre ocupado por un miembro de la familia Ajapahian, por lo que Ghukas I Ajapahian fue nombrado catolicós, iniciando una dinastía que duró hasta 1865. En 1733 la facción católica de Alepo logró que el pachá local les entregara la iglesia de la Santa Madre de Dios (la otra iglesia armenia de la ciudad era la Catedral de los Cuarenta Mártires). 1735 el archimandrita Hagop Hovsepian regresó a Alepo como vicario de Ardzivian, pues los armenios católicos de la ciudad en su mayoría lo continuaban reconociendo como su arzobispo. En 1737 murió el catolicós Ghukas y lo sucedió su hermano y coadjutor Miguel I Ajapahian siguiendo las directrices otomanas, quien ese año logró recuperar la iglesia en manos católicas. Los armenios católicos de Alepo (ciudad que era la residencia más habitual del catolicós) consideraron que la elección era un caso de nepotismo y exigieron el regreso de Ardzivian.
Con el apoyo de la revuelta del bajá del eyalato de Egipto, en 1738 Hovsepian y los armenios católicos de Alepo obtuvieron de nuevo la iglesia y consiguieron bajo protección francesa el pasaporte para la restitución de Ardzivian a la sede. Ardzivian regresó a Alepo en diciembre de 1739 después de siete años de prisión y 17 años de exilio voluntario en el monasterio de Kreim, lejos de su diócesis. En mayo de 1740 Ardzivian con el apoyo de dos obispos de la Iglesia greco-melquita católica consagró a Hovsepian como obispo coadjutor de Alepo. Poco después consagró a Sahak Parseghian (Isaac) como obispo de Cilicia (con sede en Kilis) y a Melkon Markar Tahmanian como obispo de Siria (con sede en Mardin). Establecido así un sínodo, y mientras Ardzivian había retornado al Líbano debido a la oposición desde Estambul, el 26 de noviembre de 1740 los tres nuevos obispos católicos armenios, 40 sacerdotes y 14 fieles laicos lo eligieron como su propio catolicós y solicitaron al papa su confirmación.
La elección del patriarca católico esta vez no pudo ser obstaculizada por el patriarca armenio de Constantinopla ni por el Gobierno otomano, comprometido en esos años por la revuelta del bajá de Egipto, que también involucró al Líbano en donde Abraham Ardzivian colocó su residencia patriarcal en el monasterio de Kreim. El 13 de agosto de 1742 el patriarca electo llegó a Roma, en donde una comisión de la Congregación de Propaganda Fide consideró que el catolicosado de Sis estaba vacante porque un "herético" lo ocupaba (Miguel I). El 26 de noviembre de 1742 Ardzivian realizó una profesión de fe católica ante el papa Benedicto XIV, un consistorio de 18 cardenales y algunos obispos armenios exiliados, recibiendo del papa el reconocimiento de su elección como catolicós-patriarca de Cilicia de los armenios. El 8 de diciembre de 1742 el papa le entregó el palio. Ardzivian tomó el nombre de Abraham Pedro I Ardzivian y a partir de entonces todos los patriarcas católicos armenios llevan el nombre Pedro (Bedros), retornó al Líbano, desde donde mantuvo la comunicación con los armenios católicos de Cilicia por medio de monjes misioneros y organizó la congregación de los monjes antonianos. Poco antes de morir el 1 de octubre de 1749, ese año Ardzivian ordenó 3 obispos titulares para Damasco, Edesa o Dicranaguer (Hovsep) y Antep (Bedros Nercessian), los cuales solo podían permanecer refugiados en el Líbano bajo protección de los jeques maronitas. En esos años el número de refugiados católicos armenios, principalmente de Alepo, se incrementó notablemente, incluyendo al obispo Hovsepian.
En 1750 el nuevo patriarca Jacobo Pedro II Hovsepian trasladó la sede patriarcal desde el monasterio de Kreim al monasterio de Bzommar cerca de Beirut.
Desde un punto de vista eclesiástico los patriarcas armenios católicos fueron los únicos responsables de los armenios unidos que vivían en la jurisdicción del antiguo catolicosado de Sis. Sin embargo, el patriarca Miguel Pedro III Kasparian entró en conflicto con el vicario apostólico de Constantinopla, ya que había enviado clérigos a Estambul, Trebisonda y Diyarbakır. El patriarca fue a Roma a defender su posición, pero el 30 de abril y el 9 de julio de 1759 la congregación de Propaganda Fide decretó que: Iurisdictionem patriarchae Ciliciae non extendi ultra Ciliciam, Armenian minorem, Cappadociam et Syriam, es decir que su jurisdicción se limitaba a Cilicia, Anatolia, Capadocia y Siria. Los que vivían en Ponti, Bithiniae, et Galatiae y en los territorios europeos del Imperio turco continuaron subordinados (desde 1759) al vicario apostólico latino de Constantinopla, a su vez delegado apostólico. Aunque Mesopotamia estaba fuera de los confines del patriarcado, al momento de aprobar lo dispuesto por la Propaganda Fide en 1760 el papa Benedicto XIV dispuso que este la tuviera in administratione ad beniplacitum Sedis Apostolicae. El patriarca y sus sucesores acataron, pero continuaron reclamando el derecho a gobernar sobre toda la Iglesia católica armenia. La sede del patriarcado, aunque conservara el nombre de Cilicia, fue establecida en Bzommar.
Con el estallido de la guerra de independencia de Grecia, en 1827 los católicos armenios de Estambul fueron denunciados como partidarios de la causa griega. El Gobierno turco reaccionó con vehemencia contra los armenios con arrestos, deportaciones y expulsiones. El papa León XII obtuvo a través de los Gobiernos de Francia y de Austria el firman del sultán del 6 de enero de 1830 que puso fin a las medidas represivas y el reconocimiento legal de la Iglesia católica armenia por el Gobierno otomano. Noventa y seis notables eligieron inmediatamente al líder religioso Antoine Nouridjan titular de la millet de todos los católicos armenios del Imperio, a quien el papa nombró archieparca primado de Constantinopla. El 3 de junio de 1831 un decreto del sultán reconoció al archieparca como jefe religioso y civil dentro del Imperio. Quedó así establecido un poder dual, el religioso en Bzommar en el Líbano (donde habían colocado los patriarcas su sede), y el civil en el archieparca primado de Constantinopla. 
La dicotomía se resolvió en 1866 cuando el archieparca primado de Constantinopla, Antonio Hassun, fue elegido patriarca de Cilicia de los armenios y el 12 de julio de 1867 el papa Pío IX mediante la carta apostólica Reversurus trasladó la sede del patriarcado a Estambul y excluyó a los laicos de la elección patriarcal. En esos momentos ocurrió una situación de tensión entre la Iglesia católica armenia y la Santa Sede, sobre la elección de los patriarcas y obispos, que provocó un cisma temporal. La Santa Sede había decidido que el patriarca elegido por los obispos del patriarcado solo podía asumir el cargo con la confirmación de la elección por el papa. Cuatro obispos no reconocieron la Reversurus y en 1870 crearon un cisma en la Iglesia armenio-católica. Los cismáticos, unos 4000 adherentes, en un sínodo el 14 de febrero de 1871 declararon ilegal la elección de Hassun, repudiaron el Concilio Vaticano I y luego de que el 13 de mayo de 1871 los otomanos depusieran a Hassun y el papa los excomulgara el 2 de noviembre de 1871, en mayo de 1872 nombraron patriarca al eparca de Amida, Hovannes Kupelian. El patriarca cismático fue confirmado por el Gobierno otomano y en julio de 1872 Hassun fue expulsado del Imperio y la mayoría de los lugares de culto entregados a los cismáticos. En marzo de 1879 el patriarca cismático Kupelian se reconcilió con el papa y renunció, y el cisma finalizó el 9 de abril de 1879 cuando Hassun fue reconocido por las autoridades otomanas, viajando luego a Roma en donde fue creado cardenal y murió en 1884. 
A finales del siglo XIX, existían 9 vicariatos patriarcales ubicados en Artvin, Bagdad, Jerusalén, Bzommar, Izmir, Nicomedia, Isfahán, Beirut y Deir ez-Zor. 
A principios del siglo XX, los armenios católicos del Imperio otomano sufrieron el mismo destino que el resto de la nación armenia con el genocidio perpetrado por el Estado turco desde 1915 a 1923. La Iglesia armenia se dispersó entre los países vecinos como Siria, y en 1928 un sínodo realizado en Roma decidió trasladar el patriarcado a Beirut, manteniendo a Constantinopla como una arquidiócesis.

## Catolicós patriarcas de Cilicia de los armenios
El catolicós patriarca de Cilicia de los armenios (Patriarcha Ciliciae Armenorum) tiene las oficinas de su patriarcado en Bzommar en el Líbano. El cuanto al orden de precedencia de honor de los patriarcas de las Iglesias católicas orientales el patriarca de Cilicia ocupa el cuarto lugar, detrás de los patriarcas de Alejandría, Antioquía y Babilonia en virtud del canon CCEO 58, 59.2 del Código de los cánones de las Iglesias orientales. De acuerdo a la autonomía que goza el patriarcado, el patriarca católico armenio es elegido por el Santo Sínodo integrado por todos los obispos católicos armenio y debe luego requerir la comunión eclesiástica del papa, quien retiene total jurisdicción sobre la Iglesia.
A excepción de la eparquía patriarcal de Beirut, el patriarcado armenio no tiene sedes metropolitanas, por lo que en aplicación del canon 80 del Código de los cánones de las Iglesias orientales el patriarca ejerce los derechos y obligaciones de un metropolitano en las eparquías y archieparquías dentro del territorio propio del patriarcado.
Lista de catolicós patriarcas de Cilicia de los armenios
- Abraham Pedro I Ardzivian 	(1742-1749)
- Jacobo Pedro II Hovsepian 	(1749-1753)
- Miguel Pedro III Kasparian 	(1753-1780)
- Basilio Pedro IV Avkadian 	(1780-1788)
- Gregorio Pedro V Kupelian 	(1788-1812)
- Gregorio Pedro VI Djeranian 	(1815-1841)
- Jacobo Pedro VII Holassian 	(1841-1843)
- Gregorio Pedro VIII Der Asdvadzadourian (1844-1866)
- Antonio Pedro IX Hassun 		(1866-1881)
- Esteban Pedro X Azarian 		(1881-1899)
- Pablo Pedro XI Emmanuelian 	(1899-1904)
- Pablo Pedro XII Sabbaghian 	(1904-1910)
- Pablo Pedro XIII Terzian 	        (1910-1931)
- Avedis Pedro XIV Arpiarian 	(1931-1937)
- Gregorio Pedro XV Agagianian 	(1937-1962)
- Ignacio Pedro XVI Batanian 	(1962-1976)
- Hemaiag Pedro XVII Ghedighian     (1976-1982)
- Juan Pedro XVIII Kasparian 	(1983-1998)
- Narsés Pedro XIX Tarmouni	        (1999-2015)
- Gregorio Pedro XX Ghabroyan, (2015-2021)
- Rafael Pedro XXI Minassian, (2021-)

## Eparquía propia del patriarca
La archieparquía metropolitana armenia de Beirut (Archidioecesis Berytensis Armenorum) es la eparquía propia del patriarca, en la cual ejerce los mismos derechos y obligaciones que los demás obispos diocesanos. Aunque tiene el rango de sede metropolitana, la archieparquía de Beirut no tiene sedes sufragáneas, el patriarca, sin embargo ejerce los derechos y obligaciones de metropolitano sobre las áreas del territorio propio del patriarcado no sujetas a una sede metropolitana y tiene directamente como sufragáneas a las eparquías de Alejandría, Isfahán y Qamishli.
Su territorio abarca todo el Líbano, en donde se encuentran la catedral de San Elías y San Gregorio el Iluminador en Beirut y 6 parroquias: Nuestra Señora de la Anunciación en Achrafieh, San Salvador en Burj Hammoud, Santa Cruz en Zalka, Nuestra Señora de la Asunción en Bzommar, Santo Rosario en Anjar y Nuestra Señora de Fátima en Zahlé. Es gobernada por un vicario patriarcal.
La sede patriarcal permaneció en el monasterio de Bzommar hasta que el 14 de septiembre de 1866 fue trasferida a Estambul. El papa Pío IX mediante la carta apostólica Reversurus confirmó el traslado el 12 de julio de 1867. Debido a la persecución otomana durante la Primera Guerra Mundial el 23 de junio de 1928 la residencia patriarcal fue trasladada de nuevo al monasterio de Bzommar en el Líbano, lo que fue confirmado por el papa Pío XI mediante el breve Commissum Nobis el 15 de octubre de 1928. El 25 de enero de 1929 la archieparquía de Beirut fue creada con el breve Litteris apostolicis de Pío XI como eparquía patriarcal.
De acuerdo al Anuario Pontificio 2016 tiene 12 500 fieles.

## Sínodo patriarcal
El sínodo patriarcal (Synodus Ecclesiae Armenae Catholicae) está compuesto por los obispos, incluso los auxiliares, y es encabezado y convocado por el patriarca, quien debe tomar todas las decisiones importantes de acuerdo con él. Se reúne habitualmente una vez al año. Como las demás Iglesias orientales católicas autónomas, el patriarca puede erigir, modificar y suprimir eparquías, y nombrar a sus obispos, de acuerdo con el sínodo patriarcal y luego de consultar a la Santa Sede. Dentro del territorio propio de la Iglesia el patriarca puede crear exarcados, y nombrar a los exarcas, de acuerdo con el sínodo patriarcal. Los obispos son designados por el patriarca y el sínodo patriarcal de una lista aprobada por el papa, confeccionada previamente por el sínodo patriarcal. Fuera del territorio propio del patriarcado, el patriarca y el sínodo armenio tienen jurisdicción en materia litúrgica únicamente, correspondiendo al papa la creación de diócesis y el nombramiento de obispos.

## Curia patriarcal
En la sede patriarcal de Bzommar se halla la curia del patriarcado armenio católico, que comprende el sínodo permanente, los obispos de sedes titulares o eméritos asignados a la curia (hasta 3), el tribunal ordinario de la Iglesia patriarcal, el oficial de finanzas, el canciller patriarcal, la comisión litúrgica y otras comisiones. Los miembros de la curia son nombrados por el patriarca, a excepción del sínodo permanente presidido por el patriarca y con 4 obispos, uno elegido por el patriarca y 3 designados por quinquenio por el sínodo patriarcal. Se reúne normalmente 12 veces al año y acompaña al patriarca en decisiones menores.

## Exarcados patriarcales
Dentro del territorio propio del patriarcado el patriarca puede crear, modificar o suprimir exarcados patriarcales y nombrar o remover a los exarcas, con el consentimiento del sínodo permanente. Estos exarcados son territorios que por especiales circunstancias no han sido erigidos en eparquías y los exarcas pueden regirlos a nombre del patriarca o por sí mismos.
- Exarcado patriarcal armenio de Damasco. Su territorio abarca el sur de Siria, teniendo como única parroquia a Santa María Reina del Universo en Damasco. La parroquia católica armenia de Damasco existe desde 1778. A partir de 1946 el párroco fue llamado sucesor patriarcal y desde el 6 de noviembre de 1984 tiene un obispo como exarca patriarcal. De acuerdo al Anuario Pontificio 2016 tiene 4500 fieles.

- Exarcado patriarcal armenio de Jerusalén y Amán. Su territorio abarca Israel, los Territorios Palestinos y Jordania, existiendo 2 parroquias: Nuestra Señora del Espasmo en Jerusalén Este y Nuestra Señora de la Asunción en Amán. Un vicario patriarcal armenio existió en Jerusalén desde 1856 hasta que el exarcado patriarcal de Jerusalén fue creado el 1 de octubre de 1991. En 1998 fue rebajado a territorio dependiente del patriarca con el nombre de Jerusalén y Amán, y en 2001 restablecido como exarcado patriarcal con su nombre actual.[19] De acuerdo al Anuario Pontificio 2016 tiene 500 fieles.